# Manolo und das Buch des Lebens
Manolo und das Buch des Lebens (Originaltitel: The Book of Life) ist ein US-amerikanischer 3D-Animationsfilm der Reel FX Creative Studios, der von 20th Century Fox produziert wird und der eine an die Sage von Orpheus und Eurydike angelehnte Liebesgeschichte erzählt. In der englischsprachigen Fassung übernehmen unter anderem Channing Tatum, Christina Applegate und Zoë Saldaña Sprechrollen.
Die deutschsprachige Premiere war am 9. Oktober 2014 in der Schweiz. Der Kinostart in Österreich und Deutschland war Anfang 2015.

## Handlung
Die Museumsführerin Mary Beth erzählt einer Gruppe Kinder von mexikanischen Legenden. Eine davon spielt im Örtchen San Angel und dreht sich um das Buch des Lebens, in dem die Geschichte eines Jeden auf der Welt enthalten ist.
Die Geister La Muerte, Herrin des Reiches der Erinnerten, und Xibalbá, Herr des Reiches der Vergessenen, besuchen am Tag der Toten den Ort San Angel und beobachten, wie die Jungen Manolo und Joaquín um die Zuneigung des Mädchens María streiten. Die beiden Geister wetten darum, welcher der beiden María einmal heiratet. Ist es Manolo, gewinnt La Muerte und Xibalbá darf sich nicht mehr in die Geschicke der Lebenden einmischen. Heiratet María Joaquín, tauschen La Muerte und Xibalbá ihre Reiche. Noch am Tag des Festes befreit María eine Herde ihres Vaters, die geschlachtet werden sollte. Zur Strafe wird sie auf eine Schule in Spanien geschickt. Zum Abschied schenkt ihr Manolo ein kleines Schwein, Wutz, und sie gibt ihm eine neue Gitarre. 
Nachdem Jahre vergangen sind, ist Joaquín mit der Hilfe Xibalbás zum Helden von San Angel geworden und schützt den Ort vor den Banditen. Manolo wurde von seinem Vater zum Stierkämpfer ausgebildet. Als María zurückkehrt, findet Manolos erster Stierkampf statt. Doch er weigert sich, den Stier zu töten und enttäuscht damit seinen Vater. María aber ist davon angetan. Jedoch erfährt sie, dass ihr Vater sie schon an Joaquín versprochen hat, damit dieser im Ort bleibt und die Bewohner beschützt. Dennoch trifft sie sich heimlich mit Manolo und sie gestehen sich ihre Liebe. Xibalbá lässt María, um doch noch zu gewinnen, von einer Schlange beißen, sodass sie tot erscheint. Manolo lässt sich von ihm überlisten, wird zwei Mal gebissen und stirbt tatsächlich. Nun bleibt María nichts anderes, als Joaquín zu heiraten und Xibalbá hat die Wette gewonnen. 
Als Manolo im Reich der Erinnerten ankommt, trifft er dort viele verstorbene Angehörige, darunter seine Mutter Carmen. Xibalbá aber hat schon die Macht im Reich übernommen. Gemeinsam mit seiner Mutter und seinem Großvater reist Manolo in das Reich der Vergessenen und muss dabei viele Gefahren überstehen. Dabei gelangen sie in die Höhle der Seelen, in der der Kerzenmacher das Leben eines jeden bewacht. Der Kerzenmacher sieht, dass Manolos Seiten im Buch des Lebens leer sind, da Xibalbá ihn überlistet hat. Doch nun kann Manolo diese Seiten neu schreiben. Er kann in das Reich der Vergessenen und La Muerte von Xibalbás Trick erzählen. Xibalbá gesteht seine List ein und will Manolo sein Leben zurückgeben, doch soll dieser sich zunächst seinen Ängsten stellen. 
San Angel wird währenddessen von den Banditen angegriffen, denen es gelingt, Carlos zu töten. Der trifft im Jenseits seinen Sohn. Nachdem dieser die Geister der von seiner Familie getöteten Stiere besänftigen konnte, kann er zurück zu den Lebenden kehren. Joaquín gibt, nachdem er die Banditen vertrieben hat, den von Xibalbá erhaltenen Talisman zurück und María und Manolo können heiraten. Xibalbá und La Muerte tauschen wieder ihre Rollen, sodass alles wie zuvor ist.

## Produktion
Die Produktion von Manolo und das Buch des Lebens war schon 2007 bei Dreamworks im Gespräch, der Film kam zu der Zeit wegen „kreativer Differenzen“ nicht zustande. Im Februar 2012 wurde bekanntgegeben, dass Guillermo del Toro den Film produzieren würde, der damals noch den Arbeitstitel Day of the Dead  hatte. Da es bei Pixar ebenfalls ein Projekt mit dem Titel Day of the Dead gab, wurde der Titel geändert. Jorge Gutiérrez führte bei der Produktion Regie und schrieb auch gemeinsam mit Douglas Langdale das Drehbuch. Die Musik komponierte Gustavo Santaolalla und für den Schnitt war Ahren Shaw verantwortlich. Die künstlerische Leitung lag bei Paul Sullivan.

## Synchronisation
| Originalfassung     | Deutsche Fassung      | Rolle               |
| ------------------- | --------------------- | ------------------- |
| Channing Tatum      | Daniel Fehlow         | Joaquín             |
| Zoë Saldaña         | Pegah Ferydoni        | Maria               |
| Diego Luna          | Giovanni Zarrella     | Manolo              |
| Christina Applegate | Katrin Fröhlich       | Mary Beth           |
| Ice Cube            | Ron Williams          | Kerzenmacher        |
| Kate del Castillo   | Carolina Vera Squella | La Muerte           |
| Ron Perlman         | Oliver Stritzel       | Xibalba             |
| Cheech Marin        | Friedemann Benner     | Pancho Rodriguez    |
| Hector Elizondo     | Abelardo Decamili     | Manolos Vater       |
| Plácido Domingo     | Enrique Ambrosio      | Manolos Urgroßvater |
| Ana de la Reguera   | Alexandra Wilcke      | Manolos Mutter      |
| Gabriel Iglesias    | Michael Iwannek       | Pepe Rodriguez      |
| Danny Trejo         | Karl Schulz           | Manolos Großvater   |

## Veröffentlichung
Der Vertrieb des Films läuft über 20th Century Fox. Die Premiere des Films war am 2. Oktober 2014 in Hongkong. Es folgten weitere Filmstarts in vielen Ländern, die meisten am 16. und 17. Oktober, zu zweiterem Termin auch in den USA. Die deutschsprachige Premiere war schon am 9. Oktober in der Schweiz. In Österreich war der Start für den 1. Januar 2015 und in Deutschland für den 12. Februar 2015 angesetzt.

## Einspielergebnisse
Am ersten Abend spielte der Film in den USA 300.000 US-Dollar ein, in 2.150 Kinos, sowie 4,9 Millionen Dollar am ersten Tag. Am ersten Wochenende spielte der Film als dritterfolgreichster 17 Millionen Dollar ein. Außerhalb der USA kamen die größten Einnahmen aus Mexiko mit 3,84 Millionen Dollar und Brasilien mit 1,98 Millionen Dollar. In Mexiko war Buch des Lebens damit auf Platz 2 nach der einheimischen Produktion Perfect Dictatorship.